# 機械造模
機械造模是指在鑄造過程中，導入機械化及自動化的程序，減少工人接觸鑄造工廠的高溫及污染工作環境。機械造模可分為擠壓造模，震動造模，拋砂造模等三種。